# 聖カタリナの神秘の結婚 (コレッジョ、ワシントン・ナショナル・ギャラリー)
『聖カタリナの神秘の結婚』（せいカタリナのしんぴのけっこん、英: Matrimonio mistico di santa Caterina d'Alessandria, 英: The Mystic Marriage of Saint Catherine）は、イタリアのルネサンス期のパルマ派の画家コレッジョが1510年から1515年に制作した絵画である。油彩。コレッジョの最初期の作品の1つで、キリスト教の殉教聖人であるアレクサンドリアの聖カタリナの神秘の結婚を主題とするコレッジョの4点の作品の1つ。美術史家セシル・グールドは本作品をコレッジョによる小型の絵画作品の傑作の1つと見なした。現在はワシントンD.C.のナショナル・ギャラリー・オブ・アートに所蔵されている。

## 主題
『黄金伝説』によると、アレクサンドリアの聖カタリナは学識豊かなアレクサンドリアの王女であった。聖カタリナとの結婚を望んだローマ皇帝マクセンティウスは彼女の信仰を崩そうとして学者たちを招聘したが、聖カタリナはこれをことごとく論破したため、マクセンティウスは激怒して彼女を投獄した。しかし聖カタリナが信仰を捨てることはなく、拷問道具である鋭いスパイクのある車輪により死刑を宣告されたが、落雷によって車輪が破壊されたため奇跡的に助かった。その後、彼女は斬首されたが、その遺体は天使によってシナイ山の修道院に運ばれたという。破壊された車輪はキリスト教の殉教者である彼女を象徴するアトリビュートとなった。聖カタリナは生前、隠者から洗礼を受けてキリスト教に改宗し、キリストと神秘的な結婚をしたと伝えられている。別の伝説によると、聖カタリナは隠者から聖母子画を授けられたが、彼女の信仰心の高まりとともに描かれた幼児キリストが彼女の方を向き、聖カタリナの指に指輪をはめたと伝えられている。

## 作品

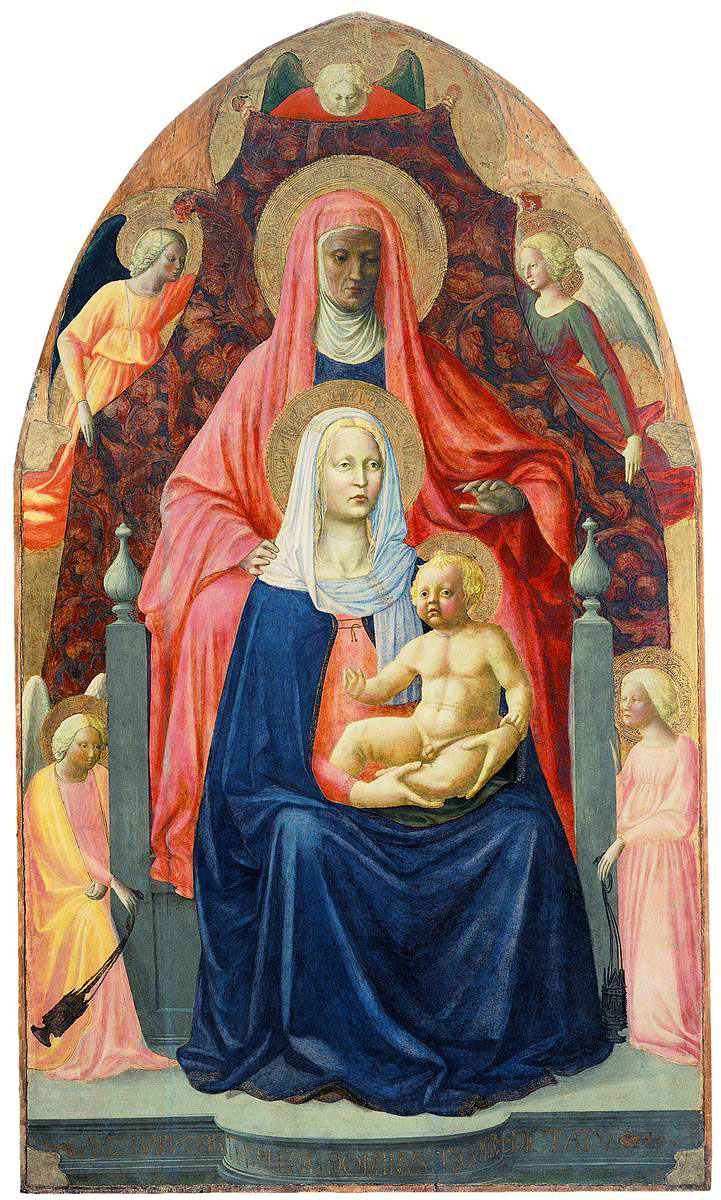
サンタンナ・メッテルツァの典型であるマサッチオの『聖アンナと聖母子』。1424年から1425年頃。ウフィツィ美術館所蔵。

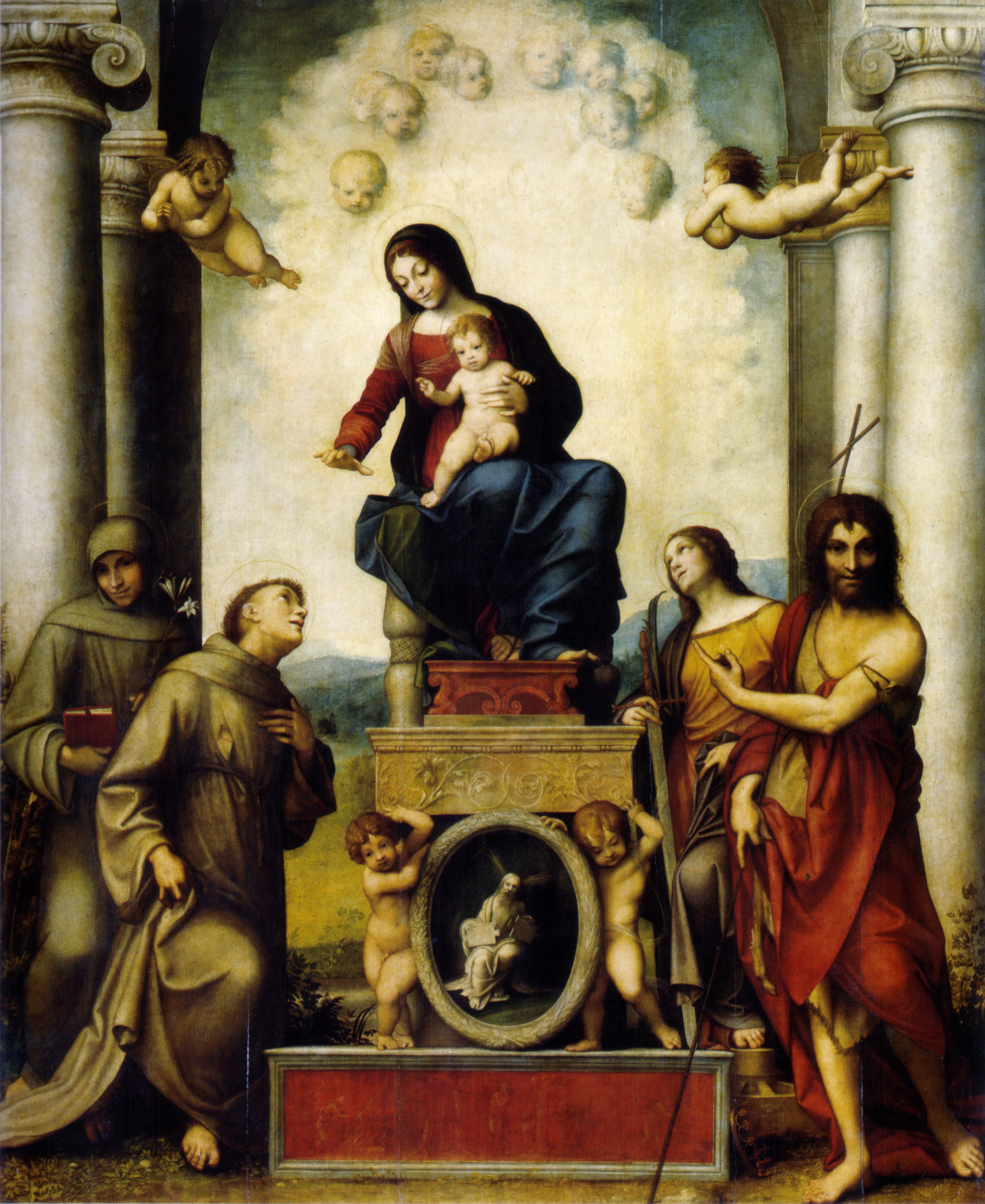
コレッジョの『聖フランチェスコの聖母』。1514年。アルテ・マイスター絵画館所蔵。

コレッジョは玉座に座った聖母子とその右側でひざまずくアレクサンドリアの聖カタリナほか3人の聖人を描いている。聖母子の背後に座っているのは聖母の母の聖アンナであり、聖母の両側に立っている2人の男の聖人はアッシジの聖フランチェスコとグスマンの聖ドミニコである。聖アンナはラズベリーピンクのローブを着ており、鑑賞者のほうを見ながら、右の掌を聖カタリナに、左の掌を聖母の左肩にかざしている。聖母は青色のローブの下に赤いドレスを着て、金髪を背後で束ねており、右膝の上に座らせた幼児キリストを見つめている。幼児キリストはひざまずいている聖カタリナの右手の薬指に左手を伸ばして指輪をはめようとしており、聖カタリナもうやうやしい態度でその様子を見つめている。女性は金髪を後ろにまとめ、スプルースグリーンのドレスの上に金色のケープを羽織り、彼女の背中からは赤いドレープが垂れ下がっている。玉座の両側に立っている2人の聖人は髪をきれいに剃っている。
画面左の聖フランチェスコはゆったりとしたモスグリーンのフード付きのローブを着て、聖カタリナの背後に立ち、手の甲に傷のある右手を胸に当ている。画面右の聖ドミニコは側面を向いて立っている。聖人は黒いマントを巻いた白いローブを着ており、右手に本を持ち、左手に白い百合の花を持っている。
玉座は壁龕の前に置かれ、果物のある大きな花輪で飾られている。聖アンナの頭の後ろには2人の天使が金色の円を掲げており、玉座の基部には台の上にひざまずいた人物と剣を掲げた人物が描かれた楕円形のメダリオンが飾られている。メダリオンの図像は聖カタリナの殉教のエピソードを描いている。聖カタリナの足元にはアトリビュートの金冠、剣、破壊された拷問器具の車輪の破片が置かれている。
図像的には、聖母マリアと聖アンナを描いたサンタンナ・メッテルツァ（Sant'Anna Metterza）と聖カタリナの神秘の結婚という2つの異なる主題を組み合わせたものである。コレッジョは聖アンナを構図の中心である玉座の頂点に配置することで、聖アンナの母性的役割を強化している。聖フランチェスコと聖ドミニコの存在はフランシスコ会とドミニコ会を暗示しており、発注者の要望により構図に加えられたと考えられる。本作品はいまだ素朴さを残しているが、数年後に制作された最初の祭壇画『聖フランチェスコの聖母』（Madonna di San Francesco）の図像の要素を見ることができる。たとえば本作品の聖フランチェスコと祭壇画のパドヴァの聖アントニウスのポーズや両作品の玉座の基部の色彩表現に類似性が認められる。
帰属については、絵画がフェラーラのコレクションに属していた頃はラファエロ・サンツィオあるいはフラ・バルトロメオの作品と考えられていたが、1875年に美術史家ジョヴァンニ・モレッリによって、マントヴァの宮廷画家マンテーニャとロレンツォ・コスタの影響を示すコレッジョの初期の作品（おそらく1510年頃）とされた。
保存状態は良くはなく、19世紀後半にはすでに聖母と聖アンナの顔、聖母のマントをはじめ多くの部分が損傷していた。幸いにも絵画の魅力は保たれており、セシル・グールドは「絶妙」であり「間違いなくコレッジョの最初の細密画の傑作」であると見なした。

## 来歴
絵画に関する最初の記録は19世紀にさかのぼり、フェラーラの政治家・美術収集家ジョヴァンニ・バッティスタ・コスタビリ・コンタイニ伯爵によって所有されていたことが知られている。絵画は伯爵の死後、甥のジョヴァンニ・バッティスタ・コスタビリ・コンタイニ2世（Count Giovanni Battista Costabili Containi II）伯爵に相続され、少なくとも1858年まで所有していた。次に絵画を所有したはミラノの美術評論家グスタボ・フリッツォーニであり、その後、ミラノでアルベルト・ジヌリアック（Alberto Ginoulhiac）、ルイージ・ボノミ（Luigi Bonomi）といった所有者の手に渡ったのち、最終的に絵画はフィレンツェの政治家・美術商アレッサンドロ・コンティーニ・ボナコッシ伯爵が所有し、1932年3月にニューヨークのサミュエル・H・クレス財団（Luigi Bonomi）に売却、財団は1939年にナショナル・ギャラリー・オブ・アートに寄贈した。

## ギャラリー

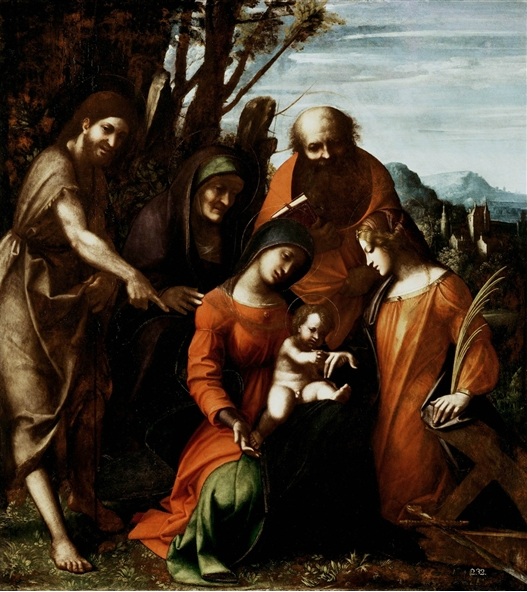
『聖カタリナの神秘の結婚』1512年頃　デトロイト美術館所蔵
『聖カタリナの神秘の結婚』1518年-1520年頃 カポディモンテ美術館所蔵
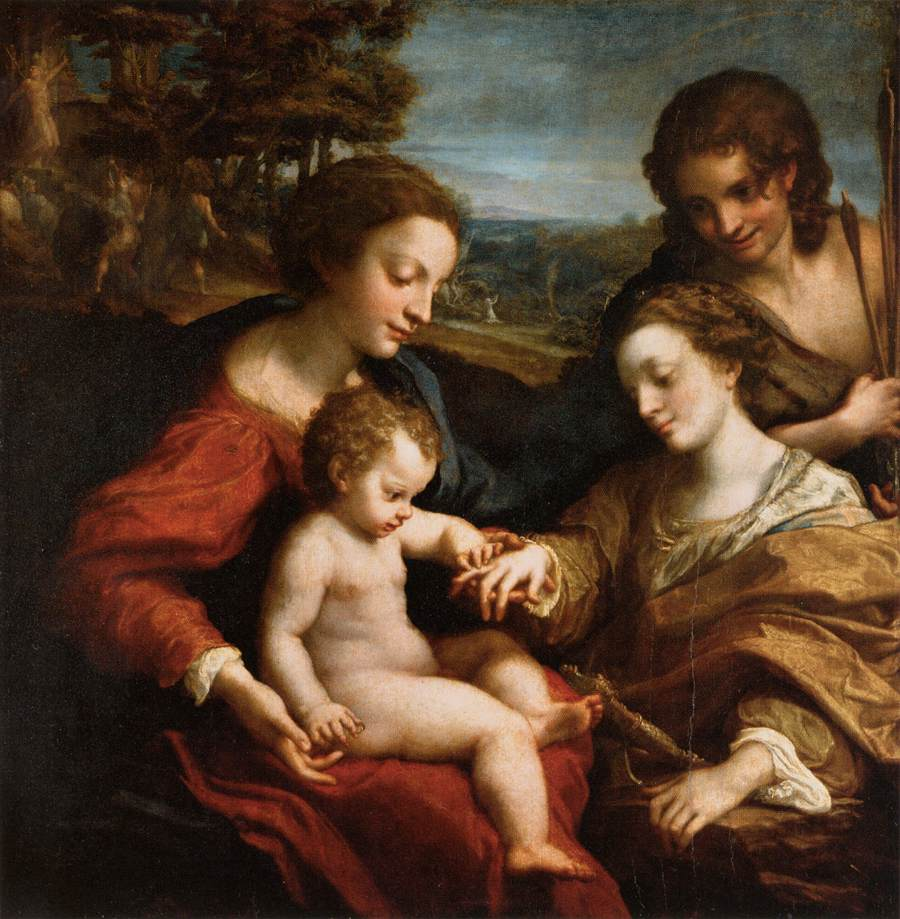
『聖カタリナの神秘の結婚と聖セバスティアヌス』1526年-1527年頃　ルーヴル美術館所蔵